# Musiques nouvelles
Ne doit pas être confondu avec Ensemble Musique nouvelle Bordeaux Aquitaine.
Musiques nouvelles est un ensemble musical belge, fondé en 1962 par le compositeur Pierre Bartholomée qui le dirigera jusqu'en 1976 .
Le 6 décembre 1962 a lieu la première prestation publique de l'ensemble dans le studio 1 de l'INR (Institut national de radiodiffusion) avec la représentation de Répons d'Henri Pousseur, ainsi que la Sonate no 2 de Pierre Boulez.
Cinq chefs se sont succédé à la tête de l'ensemble, Georges-Élie Octors de 1976 à 1988, Jean-Pierre Peuvion de 1989 à 1993, Patrick Davin de 1993 à 1998 et Jean-Paul Dessy depuis 1998. 
Sous la direction artistique de Jean-Paul Dessy, l'ensemble est basé depuis 1998 dans la ville de Mons (Belgique) au sein du Centre culturel transfrontalier Le Manège Mons, renommé depuis 2017 Mons Arts de la Scène (MARS).
Musiques nouvelles est un pôle de création et de production musicales et, à ce titre, organise la diffusion de concerts et manifestations artistiques en Belgique et à l'étranger. L'ensemble accueille également en résidence des compositeurs étrangers ainsi que des vidéastes dans le cadre de l'élaboration de projets pluridisciplinaires. Enfin, des rencontres sont régulièrement organisées autour des enjeux musicaux d'aujourd'hui.
Depuis 2015, l'ensemble Musiques nouvelles est en résidence dans la salle de concert Arsonic à Mons.

## Discographie
par ordre alphabétique
- Philippe Boesmans, Summer Dreams / Ornemented Zone / Love and Dance Tunes - Ricercar, 1998
- Compositeurs divers, Miniatures ; Sub Rosa, 2004
- Jean-Paul Dessy, The Present’s Presents ; Chant du Monde/Harmonia Mundi, 2005
- Jean-Paul Dessy et DJ Olive, Scories - Sub Rosa, 2005
- Jean-Paul Dessy et Scanner, Play Along - Sub Rosa, 2004
- Rioji Ikeda, Op. - Touch, 2002
- Victor Kissine, Chamber Music - Soyuz, 2003
- Alexander Knaifel, Agnus Dei ; Megadisc, 2004
- Bruno Letort, Lignes[6] - Sub Rosa, 2010
- Michaël Levinas, Musique de chambre - Universal, 2000
- Philippe Libois, Send and Return - Mogno Music, 2005
- Henri Pousseur, Couleurs croisées / La Seconde Apothéose de Rameau - Cyprès, 2004
- Pauline Oliveros, Four Meditations / Sound Geometrics[7] - Sub Rosa Label, 2017
- Alexander Rabinovitch-Barakovsky, Tantric Coupling - Megadisc, 2006
- Jean-Marie Rens, Vibrations - Cyprès, 2003
- David Shea, Classical Works II - Tzadik, 2002
- Art Zoyd Studio et l'Ensemble Musiques nouvelles, Expériences de vol 1, 2 ,3[8] - Sub Rosa, 2002
- Art Zoyd Studio et l'Ensemble Musiques nouvelles, Expériences de vol 4, 5, 6, - In-possible Records, 2005